# Макинтош, Давид
Давид Эндрю Макинтош Парра (исп. David Andrew McIntosh Parra; 17 февраля 1973, Сьюдад-Боливар) — венесуэльский футболист, центральный защитник. Выступал за сборную Венесуэлы.

## Биография

### Клубная карьера
Начал выступать на взрослом уровне в составе клуба «Минервен» из своего родного города. В сезоне 1997/98 перешёл в «Атлетико Сулия», с которым стал чемпионом Венесуэлы, затем в течение нескольких лет выступал за «Каракас», в его составе выигрывал золотые медали в сезонах 2002/03 и 2003/04. В составе «Арагуа» в сезонах 2006/07 и 2007/08 дважды завоёвывал Кубок Венесуэлы.
Со второй половины 2000-х годов сменил множество команд в национальном чемпионате, нигде не задерживаясь более чем на два сезона. С командой «Депортиво Лара» стал чемпионом страны в сезоне 2012 (Клаусура). Сезон 2017 года провёл во втором дивизионе в клубе «Ангостура», однако в 2018 году, в 44-летнем возрасте снова вернулся в высший дивизион и провёл полтора сезана за «Депортиво Ансоатеги».

### Карьера в сборной
Дебютный матч за сборную Венесуэлы сыграл 24 апреля 1996 года в отборочном турнире чемпионата мира против Уругвая. Принимал участие в двух розыгрышах Кубка Америки — в 1997 и 1999 годах.
Всего за четыре года в составе сборной (1996—1999) сыграл 26 матчей, голов не забивал.

## Достижения
- Чемпион Венесуэлы (4): 1997/98, 2002/03, 2003/04, 2012 (Клаусура)
- Обладатель Кубка Венесуэлы (2): 2006/07, 2007/08